# Sergio Coronado
Sergio Coronado (Osorno, 13 de mayo de 1970) es un político francés de origen chileno, miembro del partido Europa Ecología Los Verdes (EELV). Fue elegido diputado de la Asamblea Nacional de Francia por la segunda circunscripción para los residentes de la Francia de ultramar (América Latina y el Caribe).
Se desempeñó como portavoz y director comunicacional de la candidatura de Eva Joly a las elecciones presidenciales de Francia de 2012.

## Biografía
Luego del golpe de Estado en Chile de 1973 que derrocó el gobierno de Salvador Allende, Sergio partió a la edad de 3 años junto a su familia primero a Argentina como exiliados políticos de la dictadura militar, para luego radicarse definitivamente en Francia en 1982, donde terminó sus estudios y recibió la nacionalidad francesa por residencia. Con el retorno a la democracia chilena a partir de 1990, Coronado decidió regresar a Chile en 1994. 
A fines de 2008, obtuvo una beca de investigación en ciencias políticas en Bogotá, Colombia, frecuentando principalmente la Universidad Externado para tales fines. Además se adhirió al grupo internacional ADFE-Français du Monde.

### Carrera política
Dada una alianza entre Los Verdes y el Partido Socialista de Francia (PS), fue nominado como candidato a la segunda circunscripción para los residentes de la Francia de ultramar en la Asamblea Nacional, correspondiente a América del Sur, América Central, México y las Antillas, ganando la elección y ejerciendo el cargo desde el 20 de junio de 2012. 
Tras los atentados de París de noviembre de 2015 fue uno de los seis diputados franceses en votar en contra de la extensión del Estado de emergencia en Francia.

### Vida personal
Durante la marcha del orgullo gay de 2012, Coronado salió del armario asumiéndose públicamente como gay a través de su cuenta de Twitter, siendo el segundo diputado francés en hacerlo después de Franck Riester.